# سبرينغ (بنسلفانيا)
سبرينغ (بالإنجليزية: Spring City borough, Pennsylvania)‏ هي مدينة تقع بولاية بنسلفانيا في الولايات المتحدة. تبلغ مساحتها 2.13 كم2، وترتفع عن سطح البحر 56.083200000000005 م، بلغ عدد سكانها 3,323 نسمة في عام 2010 حسب إحصاء مكتب تعداد الولايات المتحدة وتصل الكثافة السكانية فيها 1,560.1 نسمة لكل كيلومتر مربع (4,040.6/ميل2).

## التركيبة السكانية
حدّد مكتب تعداد الولايات المتحدة بيانات التركيبة السكانية لسبرينغ في تعداد الولايات المتحدة. في ما يلي، التركيبة السكانية حسب تعدادي 2000 و2010.

### تعداد عام 2000
بلغ عدد سكان سبرينغ 3,305 نسمة بحسب تعداد عام 2000، وبلغ عدد الأسر 1,412 أسرة وعدد العائلات 836 عائلة مقيمة في المدينة. في حين سجلت الكثافة السكانية 1,551.6 نسمة لكل كيلومتر مربع (4,018.6/ميل2). وبلغ عدد الوحدات السكنية 1,508 وحدة بمتوسط كثافة قدره 708 لكل كيلومتر مربع (1,833.7/ميل2).
وتوزع التركيب العرقي للمدينة بنسبة 95.25% من البيض و1.94% من الأمريكيين الأفارقة و0.51% من الأمريكيين الأصليين و1.03% من الأمريكيين ذوي الأصول الآسيوية و0.06% من سكان جزر المحيط الهادئ و0.27% من الأعراق الأخرى و0.94% من عرقين مختلطين أو أكثر و1.18% من الهسبانيون أو اللاتينيون من أي عرق.
بلغ عدد الأسر 1,412 أسرة كانت نسبة 30.5% منها لديها أطفال تحت سن الثامنة عشر تعيش معهم، وبلغت نسبة الأزواج القاطنين مع بعضهم البعض 42.8% من أصل المجموع الكلي للأسر، ونسبة 11.4% من الأسر كان لديها معيلات من الإناث دون وجود شريك، بينما كانت نسبة 5% من الأسر لديها معيلون من الذكور دون وجود شريكة وكانت نسبة 40.8% من غير العائلات. تألفت نسبة 33.9% من أصل جميع الأسر من عدة أفراد يعيشون في نفس المنزل ونسبة 8.9% كانت تتألف من شخص يعيش بمفرده يبلغ من العمر 65 عاماً أو أكثر. وبلغ متوسط حجم الأسرة المعيشية 2.33، أما متوسط حجم العائلات فبلغ 3.03.
بلغ العمر الوسطي للسكان 36.3 عاماً. وكانت نسبة 23.8% من القاطنين تحت سن الثامنة عشر، وكانت نسبة 8.3% بين الثامنة عشر والرابعة والعشرين عاماً، ونسبة 34.7% كانت واقعةً في الفئة العمرية ما بين الخامسة والعشرين والرابعة والأربعين عاماً، ونسبة 21.6% كانت ما بين الخامسة والأربعين والرابعة والستين، ونسبة 11.3% كانت ضمن فئة الخامسة والستين عاماً فما فوق. يوجد لكل 100 أنثى 102.6 ذكر، ويوجد لكل 100 أنثى في الثامنة عشر من عمرها فما فوق 102.2 ذكر.
بلغ متوسط دخل الأسرة في المدينة 40,601 دولارًا، أما متوسط دخل العائلة فبلغ 52,292 دولارًا. وكان متوسط دخل الذكور 36,866 دولارًا مقابل 27,054 دولارًا للإناث. وسجل دخل الفرد الخاص بالمدينة 20,931 دولارًا. وكانت نسبة 4.1% من العائلات ونسبة 6.3% من السكان تحت خط الفقر، وكان من هؤلاء نسبة 8.5% تحت سن الثامنة عشر ونسبة 4.1% في الخامسة والستين من العمر وما فوق.

### تعداد عام 2010
بلغ عدد سكان سبرينغ 3,323 نسمة بحسب تعداد عام 2010، وبلغ عدد الأسر 1,502 أسرة وعدد العائلات 787 عائلة مقيمة في المدينة. في حين سجلت الكثافة السكانية 1,560.1 نسمة لكل كيلومتر مربع (4,040.6/ميل2). وبلغ عدد الوحدات السكنية 1,643 وحدة بمتوسط كثافة قدره 771.4 لكل كيلومتر مربع (1,997.9/ميل2).
وتوزع التركيب العرقي للمدينة بنسبة 91.42% من البيض و3.64% من الأمريكيين الأفارقة و0.09% من الأمريكيين الأصليين و1.38% من الأمريكيين ذوي الأصول الآسيوية و0.90% من الأعراق الأخرى و2.56% من عرقين مختلطين أو أكثر و3.37% من الهسبانيون أو اللاتينيون من أي عرق.
بلغ عدد الأسر 1,502 أسرة كانت نسبة 25.6% منها لديها أطفال تحت سن الثامنة عشر تعيش معهم، وبلغت نسبة الأزواج القاطنين مع بعضهم البعض 35.7% من أصل المجموع الكلي للأسر، ونسبة 11.3% من الأسر كان لديها معيلات من الإناث دون وجود شريك، بينما كانت نسبة 5.5% من الأسر لديها معيلون من الذكور دون وجود شريكة وكانت نسبة 47.6% من غير العائلات. تألفت نسبة 37.9% من أصل جميع الأسر من عدة أفراد يعيشون في نفس المنزل ونسبة 14% كانت تتألف من شخص يعيش بمفرده يبلغ من العمر 65 عاماً أو أكثر. وبلغ متوسط حجم الأسرة المعيشية 2.21، أما متوسط حجم العائلات فبلغ 2.97.
بلغ العمر الوسطي للسكان 39.2 عاماً. وكانت نسبة 19.7% من القاطنين تحت سن الثامنة عشر، وكانت نسبة 10.4% بين الثامنة عشر والرابعة والعشرين عاماً، ونسبة 28.9% كانت واقعةً في الفئة العمرية ما بين الخامسة والعشرين والرابعة والأربعين عاماً، ونسبة 27.5% كانت ما بين الخامسة والأربعين والرابعة والستين، ونسبة 13.4% كانت ضمن فئة الخامسة والستين عاماً فما فوق. وتوزع التركيب الجنسي للسكان بنسبة 51.4% ذكور و48.6% إناث.

## وصلات خارجية
- الموقع الرسمي